# Syrmologa spermatias
Syrmologa spermatias är en fjärilsart som beskrevs av Edward Meyrick 1919. Syrmologa spermatias ingår i släktet Syrmologa och familjen äkta malar.
Artens utbredningsområde är Guyana. Inga underarter finns listade i Catalogue of Life.